# 卢旺达法郎
法郎是卢旺达的货币，ISO 4217代码为RWF或RWFR，常写成RF。1法郎分为100分。

## 历史
1916年比利时成功占领德占的卢旺达，比利时刚果法郎取代德国东非卢比成为卢旺达的法定货币，直至1960年卢旺达和布隆迪法郎发行。1964年卢旺达法郎开始发行。
东非共同体五国（肯尼亚、乌干达、坦桑尼亚、布隆迪和卢旺达）正计划发行一种新的货币东非先令，在2009年底起用。

## 硬币
1964年，当局发行1、5和10法郎硬币，1和10法郎以白铜制成，5法郎则以青铜制成。1969年，新款铝制1法郎硬币发行，1970年发行的½和2法郎硬币亦以铝制成。1974年面积缩小的10法郎硬币发行，1977年黄铜制的20和50法郎硬币发行。2004年，以下面值的新款硬币发行：
- 1 法郎（98%铝，2%镁）
- 5 法郎（青铜）
- 10 法郎（青铜）
- 20 法郎（镀上钢的镍）
- 50 法郎（镀上钢的镍）
- 100 法郎

## 纸币

盧旺達現在使用的紙幣系列。

1964年，20、50、100、500和1000法郎的纸币发行，1977年面值20和50法郎硬币取代纸币，1978年5000法郎纸币发行，2007年6月2000法郎纸币发行。
- 100 法郎
  - 正面：農民、水牛犁田
  - 背面：基布耶的基伏湖
- 500 法郎
  - 正面：盧旺達國家銀行
  - 背面：收成茶葉
- 1000 法郎
  - 正面：布塔雷市的民族博物館
  - 背面：金絲猴、火山國家公園
- 2000 法郎
  - 正面：衛星天線、無線電發射塔
  - 背面：咖啡豆
- 5000 法郎
  - 正面：火山國家公園的大猩猩
  - 背面：籃子

## 历史兑换率
卢旺达法郎兑美元：（页面存档备份，存于）
- 262.20（1995年）
- 393.44（2000年）
- 574.62（2004年）
- 610（2005年）
- 560（2006年）